# Савенко, Инна Петровна
Инна Савенко (5 августа 1994) — белорусская трековая велогонщица, выступает за сборную Белоруссии в различных дисциплинах. Бронзовый и серебряный призёр чемпионатов Европы.

## Победы
На Чемпионате Европы по трековым велогонкам в Гренхене в 2015 году в командной гонке преследования в составе сборной завоевала бронзовую медаль.
На Чемпионате Европы по трековым велогонкам в Глазго в 2018 году в гонке по очкам Инна завоевала серебряную медаль.